# Mecistocephalus pauroporus
Mecistocephalus pauroporus är en mångfotingart som beskrevs av Masatoshi Takakuwa 1936. Mecistocephalus pauroporus ingår i släktet Mecistocephalus och familjen storhuvudjordkrypare. Inga underarter finns listade i Catalogue of Life.